# Bruce Eves
Bruce Eves (1952) is een Canadese artiest. Hij creëert kunstobjecten door gebruik te maken van fotografie.
In de jaren 1970 was Bruce Eves een van de oprichters van en de programmaleider voor The Centre for Experimental Art and Communication (CEAC) in Toronto, Ontario. In 2019 ontving hij een onderscheiding van de Governor General's Awards in Media and Visual Arts. Zijn werk is opgenomen in de collectie van het Museum of Modern Art in New York.
In de jaren tachtig van de 20ste eeuw was Eves samen met John Hammond nauw betrokken bij de oprichting en het onderhouden van het International Gay History Archive. In een periode van tien jaar werden diverse publicaties en documenten rondom de homocultuur verzameld en gearchiveerd. In 1989 werd het gehele archief gedoneerd aan de New York Public Library.